# Jaroslav Benedikt
Jaroslav Benedikt (30. září 1876 Malý Bor – 14. června 1940 Dobříš) byl český architekt a stavitel. Za svou kariéru vypracoval celou řadu historizujících, později pak secesních, návrhů staveb na území Čech, především pak v Praze.

## Život
Narodil se v obci Malý Bor nedaleko Horažďovic v jihozápadních Čechách do rodiny zedníka Václava Benedikta a jeho manželky Františky, roz. Benediktové. Obecnou školu navštěvoval v Horažďovicích, v Praze pak absolvoval nejprve reálku, poté průmyslovou školu v Betlémské ulici a nakonec stavitelství a architekturu. Následně působil především v Praze: roku 1914 zde získal stavitelskou koncesi. Byl zdatným obchodníkem, roce 1909 koupil v exekuční dražbě hluboko pod odhadní cenou dům v Mečislavově 414/11 a postupně přikoupil několik okolních parcel. V roce 1912 byl zvolen mezi nuselské radní. V Nuslích byl předsedou Národní strany svobodomyslné. V roce 1913 se účastnil úspěšných jednání o prodloužení tramvajové linky z Královských Vinohrad do Nuslí. Realizoval několik rozsáhlých staveb v Nuslích, roku 1922 následně oficiálně připojených k tzv. Velké Praze.  Zasedal ve správní radě České banky, která ovládala radotínskou cementárnu a ve správní radě radotínské továrny na ventilátory Janka, dále byl v předsednictvu Českých akciových skláren. S manželkou Ladislavou byl členem Ústřední matice školské, kterou štědře podporoval. V roce 1920 byl na ustavujícím sjezdu českých stavitelů s arch. Ladislavem Čapkem vybrán do delegace vyslané na návštěvu k Masarykovi, s nímž se dobře znal z České strany pokrokové. V roce 1914 přesídlil svou technickou kancelář z Nuslí do Školské 28 a v roce 1924 do Spálené 25. Bydlel v Nezamyslově ulici 407/8 v Nuslích, v roce 1927 si postavil reprezentativní vilu v ulici Pod hradbami 663/7 v Praze 6, zde mu zahradu navrhl zahradní architekt Josef Kumpán.
Zemřel 14. června 1940 v Dobříši ve věku 63 let, spolu se svou ženou pohřben byl na hřbitově na Malvazinkách na Smíchově. Benediktovo manželství zůstalo bezdětné, městu Horažďovice odkázal 2 135 000 korun.

## Dílo
- Nuselská radnice, Táborská, Praha-Nusle (spolupráce na výstavbě či úpravách)
- Budova pozdějšího Divadla Na Rejdišti,[5] Na Rejdišti 77/1, Praha-Staré Město (?)
- Hotel Imperial, Na Poříčí, Praha-Nové Město (1913–1914, spolu s Janem Melkou)[6]
- Hotel Union, Ostrčilovo nám., Praha-Nusle (?)
- Hotel Savoy, Ostrčilovo nám., Praha-Hradčany, Keplerova 218/18
- Nárožní dům "Parlament", 1916, Václavské náměstí 408, (spolu s Janem Melkou, zbořen v roce 1956 a nahrazen Domem módy)

## Galerie

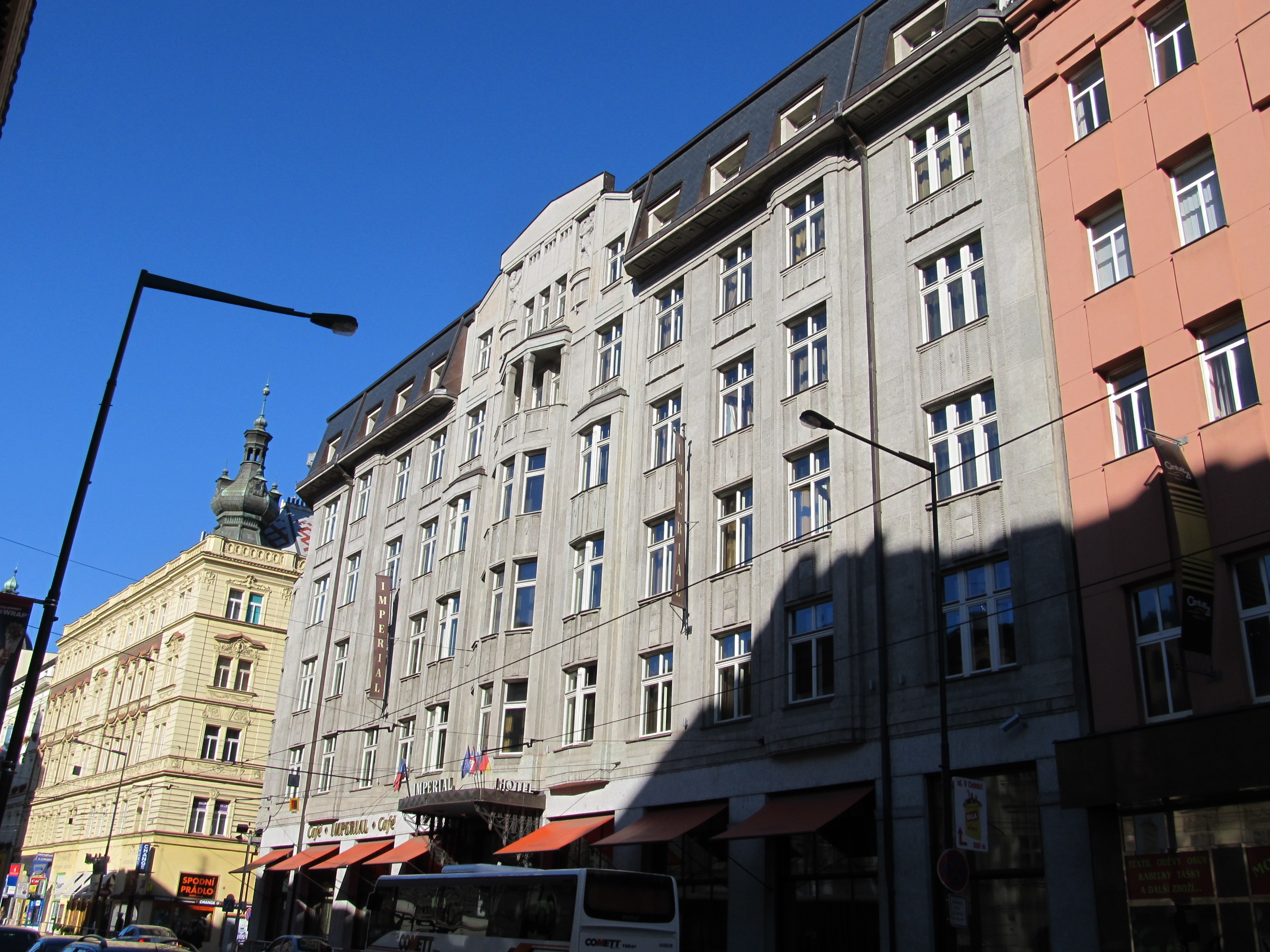
Hotel Imperial, Na Poříčí, Praha-Nové Město
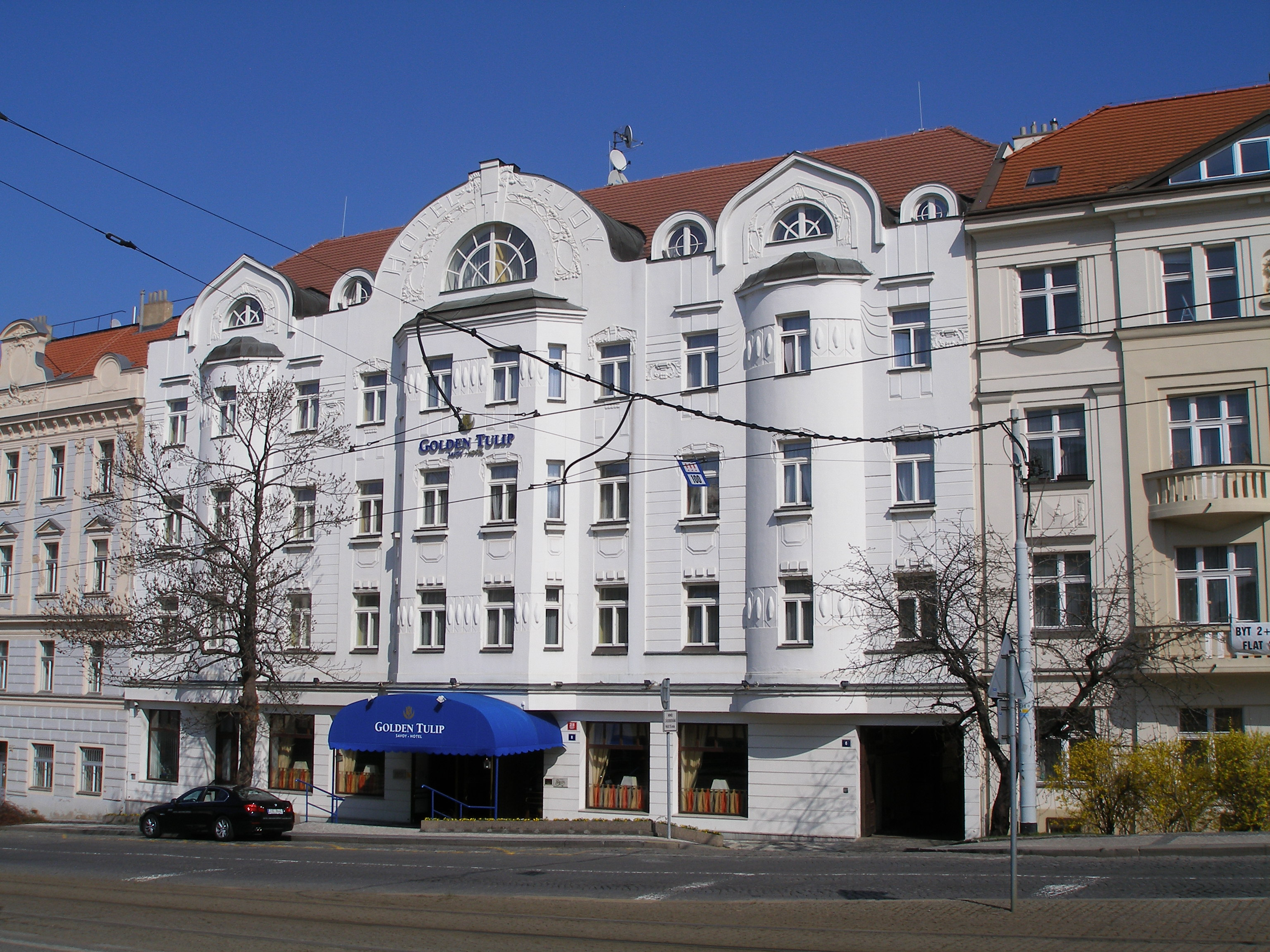
Hotel Savoy, Ostrčilovo nám., Praha-Nusle
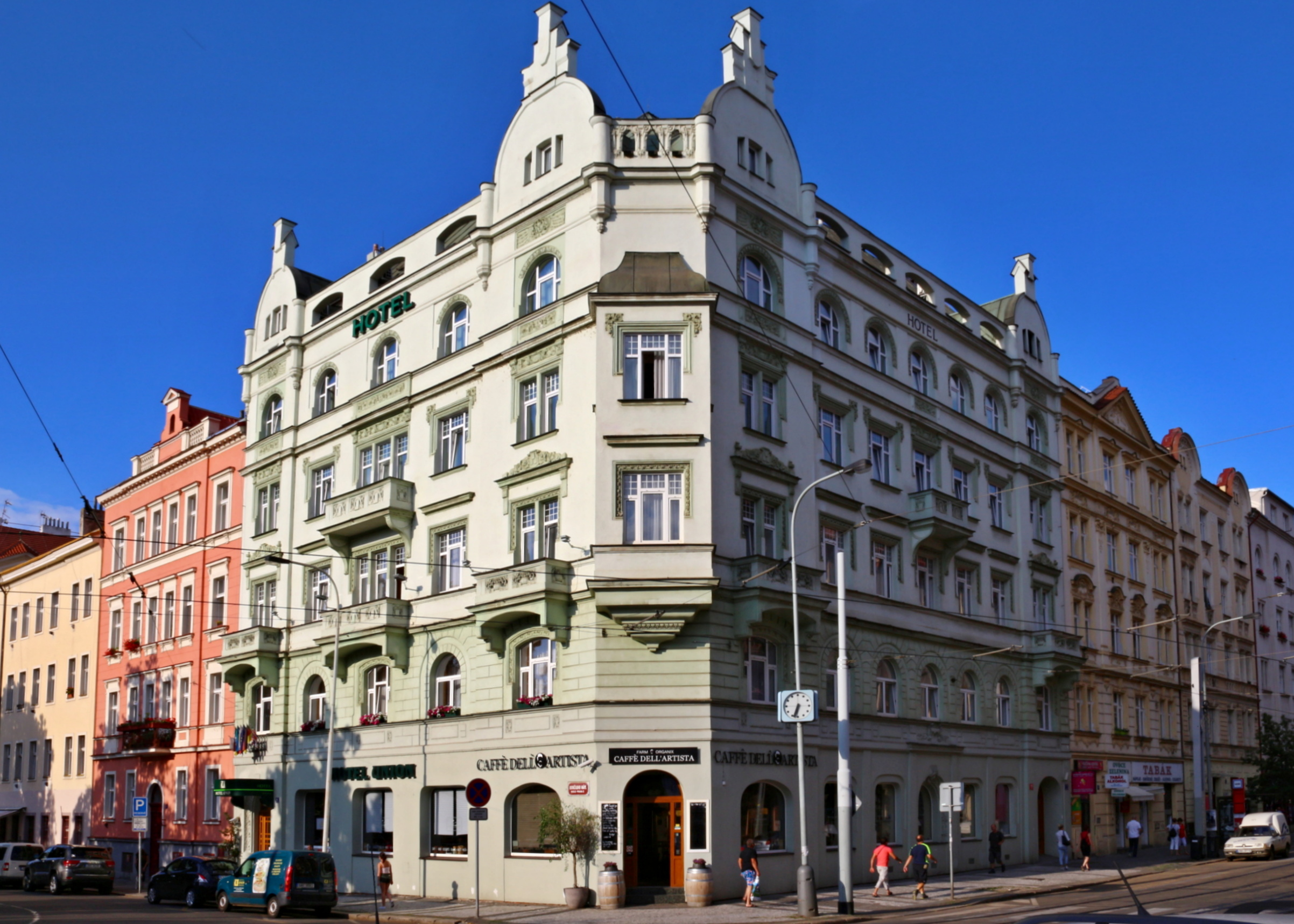
Hotel Union, Ostrčilovo nám., Praha-Nusle